# Club Atlético River Plate 2003-2004
Questa voce raccoglie le informazioni riguardanti il Club Atlético River Plate nelle competizioni ufficiali della stagione 2003-2004.

## Stagione
Dopo l'ottavo posto nell'Apertura con Pellegrini, è ingaggiato l'allenatore Astrada, che porta il River alla vittoria nel Clausura. Il primo torneo della stagione è caratterizzato da un andamento poco costante, che si conclude con un piazzamento di media classifica. L'arrivo di Astrada, ritiratosi l'anno precedente dal calcio giocato e alla sua prima esperienza in panchina, porta un miglioramento nei risultati: il club vince il Clausura e arriva in semifinale in Libertadores. In Sudamericana, invece, il River Plate giunge in finale, ma viene sconfitto dalla compagine peruviana del Cienciano. Dopo il 3-3 di Buenos Aires, a Cusco decide il calcio di punizione di Carlos Lugo al 78º.

## Maglie e sponsor
Lo sponsor tecnico per la stagione 2003-2004 è Adidas, mentre lo sponsor ufficiale è Budweiser.
| Casa | Trasferta |

## Rosa
| N. |                      | Ruolo | Calciatore          |
| -- | -------------------- | ----- | ------------------- |
|    | Argentina (bandiera) | P     | Juan Pablo Carrizo  |
|    | Argentina (bandiera) | P     | Franco Costanzo     |
|    | Argentina (bandiera) | P     | Germán Lux          |
|    | Argentina (bandiera) | P     | Alejandro Saccone   |
|    | Argentina (bandiera) | D     | Horacio Ameli       |
|    | Paraguay (bandiera)  | D     | Celso Ayala         |
|    | Argentina (bandiera) | D     | Pablo Barzola       |
|    | Paraguay (bandiera)  | D     | Julio César Cáceres |
|    | Argentina (bandiera) | D     | Fernando Crosa      |
|    | Argentina (bandiera) | D     | Pablo Frontini      |
|    | Argentina (bandiera) | D     | Ariel Garcé         |
|    | Argentina (bandiera) | D     | Luis Miguel Lobos   |
|    | Argentina (bandiera) | D     | Jesús Méndez        |
|    | Argentina (bandiera) | D     | Franco Miranda      |
|    | Argentina (bandiera) | D     | Cristian Nasuti     |
|    | Paraguay (bandiera)  | D     | Ricardo Rojas       |
|    | Argentina (bandiera) | D     | Cristian Tula       |
|    | Argentina (bandiera) | D     | Eduardo Tuzzio      |
|    | Colombia (bandiera)  | D     | Killian Virviescas  |
|    | Argentina (bandiera) | D     | Nelson Vivas        |
|    | Argentina (bandiera) | C     | Matías Abelairas    |
|    | Argentina (bandiera) | C     | Oscar Ahumada       |
|    | Argentina (bandiera) | C     | Damián Álvarez      |
|    | Argentina (bandiera) | C     | Diego Barrado       |
|    | Argentina (bandiera) | C     | Darío Conca         |
|    | Argentina (bandiera) | C     | Eduardo Coudet      |

| N. |                      | Ruolo | Calciatore           |
| -- | -------------------- | ----- | -------------------- |
|    | Argentina (bandiera) | C     | Juan Ramón Fernández |
|    | Argentina (bandiera) | C     | Osmar Ferreyra       |
|    | Argentina (bandiera) | C     | Marcelo Gallardo     |
|    | Argentina (bandiera) | C     | Lucho González       |
|    | Argentina (bandiera) | C     | Claudio Husaín       |
|    | Argentina (bandiera) | C     | Darío Husaín         |
|    | Argentina (bandiera) | C     | Daniel Ludueña       |
|    | Argentina (bandiera) | C     | Eugenio Klein        |
|    | Argentina (bandiera) | C     | René Lima            |
|    | Argentina (bandiera) | C     | Javier Mascherano    |
|    | Argentina (bandiera) | C     | Daniel Montenegro    |
|    | Argentina (bandiera) | C     | Gabriel Pereyra      |
|    | Argentina (bandiera) | C     | Guillermo Pereyra    |
|    | Argentina (bandiera) | C     | Rubens Sambueza      |
|    | Uruguay (bandiera)   | C     | Adrian Sarkisian     |
|    | Argentina (bandiera) | C     | Patricio Toranzo     |
|    | Argentina (bandiera) | C     | Víctor Zapata        |
|    | Argentina (bandiera) | A     | Federico Almerares   |
|    | Argentina (bandiera) | A     | Fernando Cavenaghi   |
|    | Paraguay (bandiera)  | A     | Nelson Cuevas        |
|    | Argentina (bandiera) | A     | Alejandro Domínguez  |
|    | Argentina (bandiera) | A     | Federico Higuaín     |
|    | Argentina (bandiera) | A     | Luciano Leguizamón   |
|    | Argentina (bandiera) | A     | Maxi López           |
|    | Cile (bandiera)      | A     | Marcelo Salas        |
|    | Argentina (bandiera) | A     | José Sand            |

## Statistiche

### Statistiche di squadra
| Competizione          | Punti | Totale | Totale | Totale | Totale | Totale | Totale | DR  |
| Competizione          | Punti | G      | V      | N      | P      | Gf     | Gs     | DR  |
| --------------------- | ----- | ------ | ------ | ------ | ------ | ------ | ------ | --- |
| Campionato - Apertura | 26    | 19     | 7      | 5      | 7      | 23     | 24     | -1  |
| Campionato - Clausura | 40    | 19     | 12     | 4      | 3      | 41     | 21     | +20 |
| Libertadores          | -     | 12     | 7      | 2      | 3      | 18     | 11     | +7  |
| Sudamericana          | -     | 8      | 4      | 1      | 3      | 16     | 9      | +7  |
| Totale                | -     |        |        |        |        |        |        | -   |